# Geração de Prata
Geração de Prata é como ficou conhecida a Seleção Brasileira de Voleibol Masculino da década de 80, e que deu ao Brasil sua primeira medalha olímpica neste esporte.
Foi com esta seleção que o vôlei brasileiro começou a obter resultados importantes, como a medalha de prata das Olimpíadas de Los Angeles. Esses resultados, aliados a investimentos de marketing e formação de base, melhoraram sensivelmente o nível do voleibol nacional. Segundo Bernardinho "a geração sucessiva, certamente, se inspirou nessa geração (de prata). A geração de Maurício, Marcelo Negrão, Tande, Carlão se inspirou em Bernard, Renan, Montanaro, William, Xandó, Amauri. O voleibol se abriu para o mundo e, principalmente, para a população brasileira. Deixou de ser uma coisa meio de elite, meio fechada, para realmente atingir o grande público, a grande massa de praticantes e seguidores."
Outro marco importante desta geração foi o chamado O Grande Desafio de Vôlei – Brasil X URSS, que pode ser considerada um evento histórico no voleibol nacional, pois mudou os rumos do voleibol brasileiro.

## Os Jogadores
A seleção do técnico Bebeto de Freitas era formada pelos seguintes jogadores: William (Capitão), Amauri, Badá, Bernard, Bernardinho, Domingos Maracanã, Fernandão, Montanaro, Vinícius, Xandó, Renan Dal Zotto, Rui Campos do Nascimento.
| Seleção Brasileira (Olimpíadas de 1984) - Temporada 1984                    | Seleção Brasileira (Olimpíadas de 1984) - Temporada 1984 |
| --------------------------------------------------------------------------- | --- |
| Xandó # Bernard # William # Renan Dal Zotto # Montanaro # Bernardinho # ' # | \| DIRETORIA \| DIRETORIA \| \| ------------------ \| -------------------------- \| \| Presidente \| Carlos Arthur Nuzman (CBV) \| \| Vice-presidente \| \| \| Diretor \| \| \| Gerente \| \| \| Supervisor \| \| \| COMISSÃO TÉCNICA \| \| \| Técnico \| Bebeto de Freitas \| \| Assistente técnico \| \| \| Auxiliar técnico \| José Carlos Brunoro \| \| Preparador físico \| \| \| Fisioterapeuta \| \| \| Médico \| Dr Roberto Kattan \| \| Massagista \| Matias \| |
| DIRETORIA                                                                   | |
| Presidente                                                                  | Carlos Arthur Nuzman (CBV) |
| Vice-presidente                                                             | |
| Diretor                                                                     | |
| Gerente                                                                     | |
| Supervisor                                                                  | |
| COMISSÃO TÉCNICA                                                            | |
| Técnico                                                                     | Bebeto de Freitas |
| Assistente técnico                                                          | |
| Auxiliar técnico                                                            | José Carlos Brunoro |
| Preparador físico                                                           | |
| Fisioterapeuta                                                              | |
| Médico                                                                      | Dr Roberto Kattan |
| Massagista                                                                  | Matias |

| DIRETORIA          | DIRETORIA                  |
| ------------------ | -------------------------- |
| Presidente         | Carlos Arthur Nuzman (CBV) |
| Vice-presidente    |                            |
| Diretor            |                            |
| Gerente            |                            |
| Supervisor         |                            |
| COMISSÃO TÉCNICA   |                            |
| Técnico            | Bebeto de Freitas          |
| Assistente técnico |                            |
| Auxiliar técnico   | José Carlos Brunoro        |
| Preparador físico  |                            |
| Fisioterapeuta     |                            |
| Médico             | Dr Roberto Kattan          |
| Massagista         | Matias                     |

|                     |  |                          |  |
|                     |  |                          |  |
| Jogadores Suplentes |  |                          |  |
| Levantador          |  | Domingos Maracanã        |  |
| Ponteiro            |  | Badá                     |  |
| Ponteiro            |  | Vinícius                 |  |
| Ponteiro            |  | Rui Campos do Nascimento |  |
| Central             |  | Fernandão                |  |
| Central             |  | Amauri                   |  |
| Central             |  | Leo                      |  |

## História
| “ | "Com certeza esta é a prata mais valorizada. Dificilmente você reconhece tanto uma prata como a que o voleibol conseguiu. Aquele grupo foi um marco para esporte amador. Não se desenvolvia trabalho tão bem feito com planejamento e estrutura física. Mostramos que o Brasil podia produzir equipes vencedoras. Foi um modelo na década de 80 e hoje o vôlei está à frente de outras modalidades." | ” |

A história dessa geração vencedora começou em 1981, quando a seleção alcançou sua primeira grande conquista internacional: a terceira colocação na Copa do Mundo do Japão.
Em 1982, o time triunfou no Mundialito do Rio e conseguiu a medalha de prata no Mundial da Argentina. Em Caracas, 1983: Brasil campeão do Pan-americano, pela segunda vez na história.
A campanha na Olimpíada de Los Angeles alternou momentos mágicos com problemas nos fundamentos e no relacionamento do grupo. A prata foi um conquista incrível, mas chegou com um sabor amargo de derrota.
Até a conquista do título olímpico em 1992, essa geração era conhecida como a "Geração de Ouro" do vôlei brasileiro.
Segundo se noticiou na época, houve um "racha" entre os jogadores durante a competição, e as brigas acabaram por prejudicar o desempenho da equipe durante a competição. 
| “ | "Não dá para falar que perdeu a Olimpíada por causa daquela discussão. Se fosse o fator preponderante, tínhamos perdido para os EUA na primeira fase e isso não aconteceu. Eles fizeram uma partida perfeita na final e nós jogamos muito abaixo do que poderíamos." | ” |

O fato é que, após a derrota para os EUA na final das Olimpíadas de 1984, a Seleção passou por muitas crises e brigas internas que culminaram com o fim da chamada "Geração de Prata".

## Conquistas da "Geração de Prata"
| Ano  | Campeonato               | Posição          |
| ---- | ------------------------ | ---------------- |
| 1981 | Copa do Mundo            | 3º lugar         |
| 1982 | Mundial                  | 2º lugar         |
| 1982 | Mundialito               | 1º lugar         |
| 1983 | Campeonato Sul-Americano | 1º lugar         |
| 1983 | Pan-Americano            | 1º lugar (Ouro)  |
| 1984 | Jogos Olímpicos de 1984  | 2º Lugar (Prata) |

- Fonte:UOL[6]

### Outras Honrarias
- Participaram da partida com recorde de público numa partida a céu aberto, com 95.887 pagantes (O Grande Desafio de Vôlei – Brasil X URSS)[10].

## Campanha nas Olimpíadas de 1984
- Fonte:"Sports123"[11]

1a fase
- Brasil 3-1 Argentina (15–8 / 15–8 / 16–18 /	15–13)
- Brasil 3-0 Tunísia (15–5 / 15–9 / 15–2)
- Coréia do Sul 3-1 Brasil (15–4 / 15–13 / 13–15 / 15–8)
- Brasil 3-0 Estados Unidos (15–10 / 15–11 / 15–2)

Semifinal
- Brasil 3-1 Itália (12–15 / 15–2 / 15–3 / 15–5)

Final
- Estados Unidos  3-0  Brasil

| 11 de agosto de 1984 Detalhes | EUA | 3 - 0             | Brasil | Long Beach Convention and Entertainment Center |
| 11 de agosto de 1984 Detalhes | 15  | Set 1 Set 2 Set 3 | 6 7    | Long Beach Convention and Entertainment Center |

| Cores do Time · Cores do Time · Cores do Time · Cores do Time · Cores do Time · Estados Unidos | Cores do Time · Cores do Time · Cores do Time · Cores do Time · Cores do Time · Brasil |

## Filmes
- 2007 - Geração de Prata - O Divisor de Águas do Vôlei Brasileiro.[12]
- 2013 - Viagem - O Saque que Mudou o Vôlei.[13]

## Livros
- Coelho C (1994). Viva a geração de prata.